# Альфред Тарновський
Альфред Тарновський (пол. Alfred Tarnowski, 3 березня 1917, Львів — 24 листопада 2003, Краків) – польський шахіст, тренер і шаховий теоретик.

## Шахова біографія
Перші шахові студії отримав у рідному Львові, де мешкав до 1945, однак помітних виступів у довоєнні роки не мав. По війні переїхав до Кракова, дебютував у 1946 на першому повоєнному чемпіонаті країни в Сопоті, де посів сьоме місце. У наступних роках 12 разів брав участь у першостях Польщі, завоював дві нагороди: титул чемпіона (1961 року в Катовицях) і срібло турніру (1949 року в Познані). Переможець командного чемпіонату Польщі 1948.

Виступив у складі збірної команди Польщі на чотирьох Олімпіадах:
- Гельсінкі 1952 на першій шахівниці (6 пунктів у 14 партіях);
- Мюнхен 1958 II шахівниця (9/15)
- Лейпциг 1960 III (8/15)
- Варна 1962 IV (6½/12).

Загалом у цих змаганнях здобув для збірної 29½ пунктів у 56 партіях (приблизно 52,7%). Активно виступав у інших міжнародних турнірах.
Був також тренером і теоретиком шахової гри. Один з небагатьох у тогочасній Польщі публікував роботи присвячені теорії дебютів. Його аналіз варіанту Найдорфа в сицилійському захисті оцінив і використовував сам Найдорф. На Меморіалі Пшепюрки 1950 шахіст виграв важливу для шахової теорії свого часу партію проти Марка Тайманова. Альфреда Тарновського вважали знавцем іспанської партії та слов'янського захисту.